# Ardisia moonii
Ardisia moonii är en viveväxtart som beskrevs av C. B. Cl. Ardisia moonii ingår i släktet Ardisia och familjen viveväxter. Utöver nominatformen finns också underarten A. m. serratifolia.